# كليو مونتجومري
كليو مونتجومري (بالإنجليزية: Cleo Montgomery)‏ هو لاعب كرة قدم أمريكية أمريكي، ولد في 1 يوليو 1956 في غرينفيل في الولايات المتحدة.

## وصلات خارجية
- كليو مونتجومري على موقع مرجع كرة القدم المحترفة.كوم (الإنجليزية)